# Taraxacum insubricum
Taraxacum insubricum — вид квіткових рослин з родини айстрових (Asteraceae). Вид зростає в Європі: Австрія, Італія, Швейцарія; це багаторічна рослина помірних біомів.